# خوشبختی تصادفی
خوشبختی تصادفی (به هندی: Luck by Chance) فیلمی است محصول سال ۲۰۰۹ و به کارگردانی زویا اختر است. در این فیلم بازیگرانی همچون فرهان اختر، کونکونا سن شارما، علی خان، ریشی کاپور، دیمپل کاپادیا، جوهی چاولا، ایشا شاروانی، ریتیک روشن، سانجای کاپور ایفای نقش کرده‌اند.